# Zakrzówek (kamieniołom)
Kamieniołom Zakrzówek – nieczynny kamieniołom wapienia na wzniesieniu Krzemionki Zakrzowskie w będącej częścią Krakowa Dzielnicy VIII Dębniki. Znajdował się w północno-wschodniej części wzniesienia, pomiędzy ulicami Ruczaj, Wyłom i Salezjańska. Obecnie na jego miejscu jest Zalew Zakrzówek.
Na Krzemionkach Zakrzowskich wapienie wydobywano od wielu wieków w kilku miejscach. Oprócz Zakrzówka istniały kamieniołomy Łom Bergera, Kapelanka i Skałki Twardowskiego. Zakrzówki były wśród nich największe i powstały najpóźniej – krótko przed wybuchem II wojny światowej. Należały do Krakowskich Zakładów Sodowych Solvay. Eksploatowano je na czterech poziomach wydobywczych. Materiały wybuchowe dla kamieniołomu gromadzono w wykonanej przez Austriaków Kawernie Magazyn. W 1957 roku wyrobisko osiągnęło powierzchnię 23 ha i głębokość do 45 m. Wyrobisko zamknięto ostatecznie w 1992 r. Od tego czasu zaczęło się zapełniać wodą, wskutek czego powstał obecnie istniejący Zalew Zakrzówek. Teren stał się terenem rekreacyjnym Krakowa i wchodzi w skład Uroczyska Skałki Twardowskiego. Wokół kamieniołomu prowadzi ścieżka spacerowa.
Wapienie kamieniołomu pochodzą z jury późnej. W trzeciorzędzie w wyniku silnej erozji i zjawisk krasowych powstał w nich skomplikowany system jaskiń mający połączenie z Wisłą. Oprócz niego istnieją także pojedyncze, izolowane studnie, schroniska i kominy. Wszystkie zostały wytworzone przez wody płynące po powierzchni, które wnikały w szczeliny skały powiększając je nie tylko mechanicznie, ale również chemicznie przez rozpuszczanie kwasem węglowym powstałym wskutek rozpuszczania dwutlenku węgla z powietrza. Przez jakiś czas wody płynęły tymi podziemnymi przepływami.
W kamieniołomie Zakrzówek lub w sąsiedniej Kapelance pracował podczas II wojny światowej jako pracownik fizyczny Karol Wojtyła, późniejszy papież Jan Paweł II.

## Wyrobisko kamieniołomu Zakrzówek

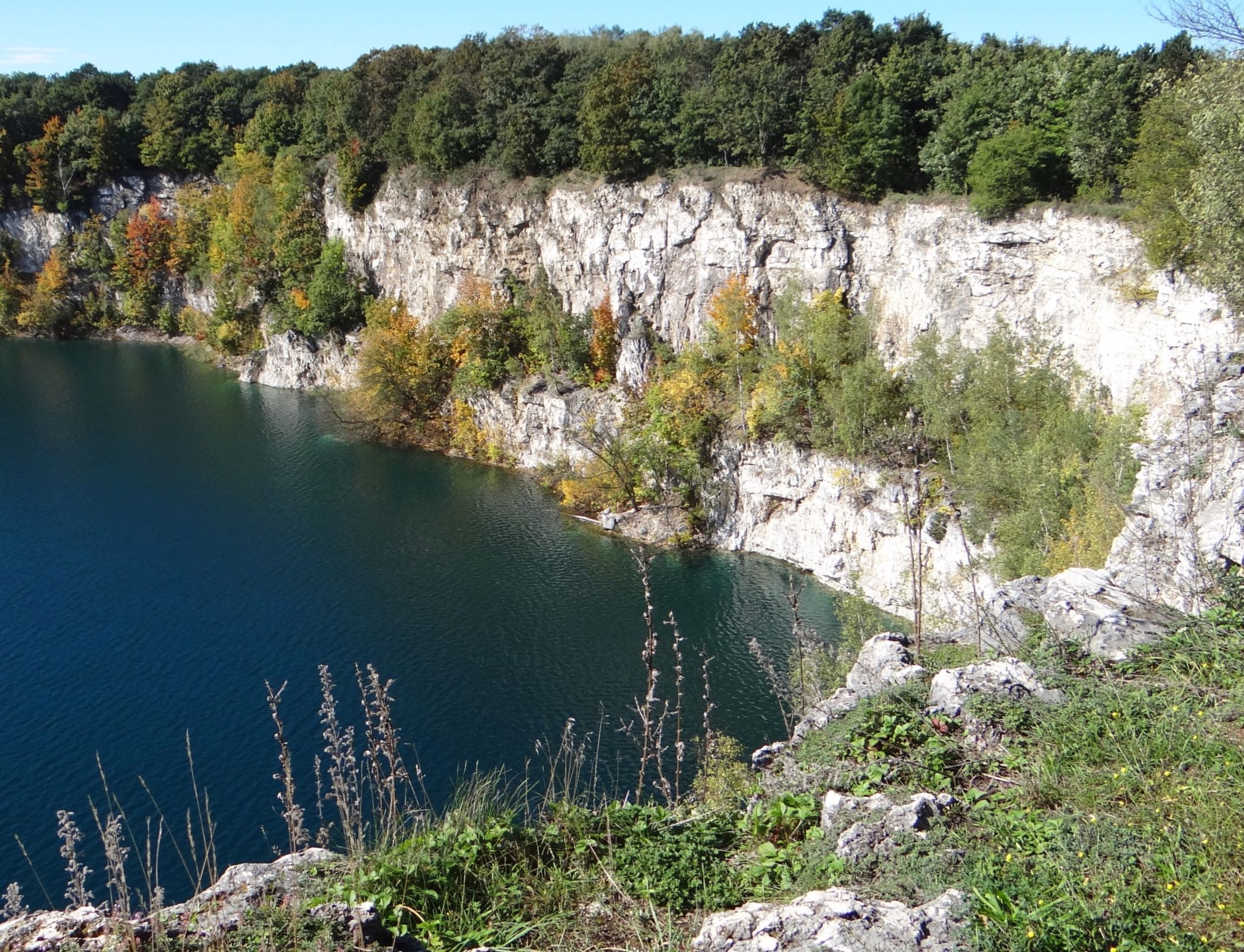
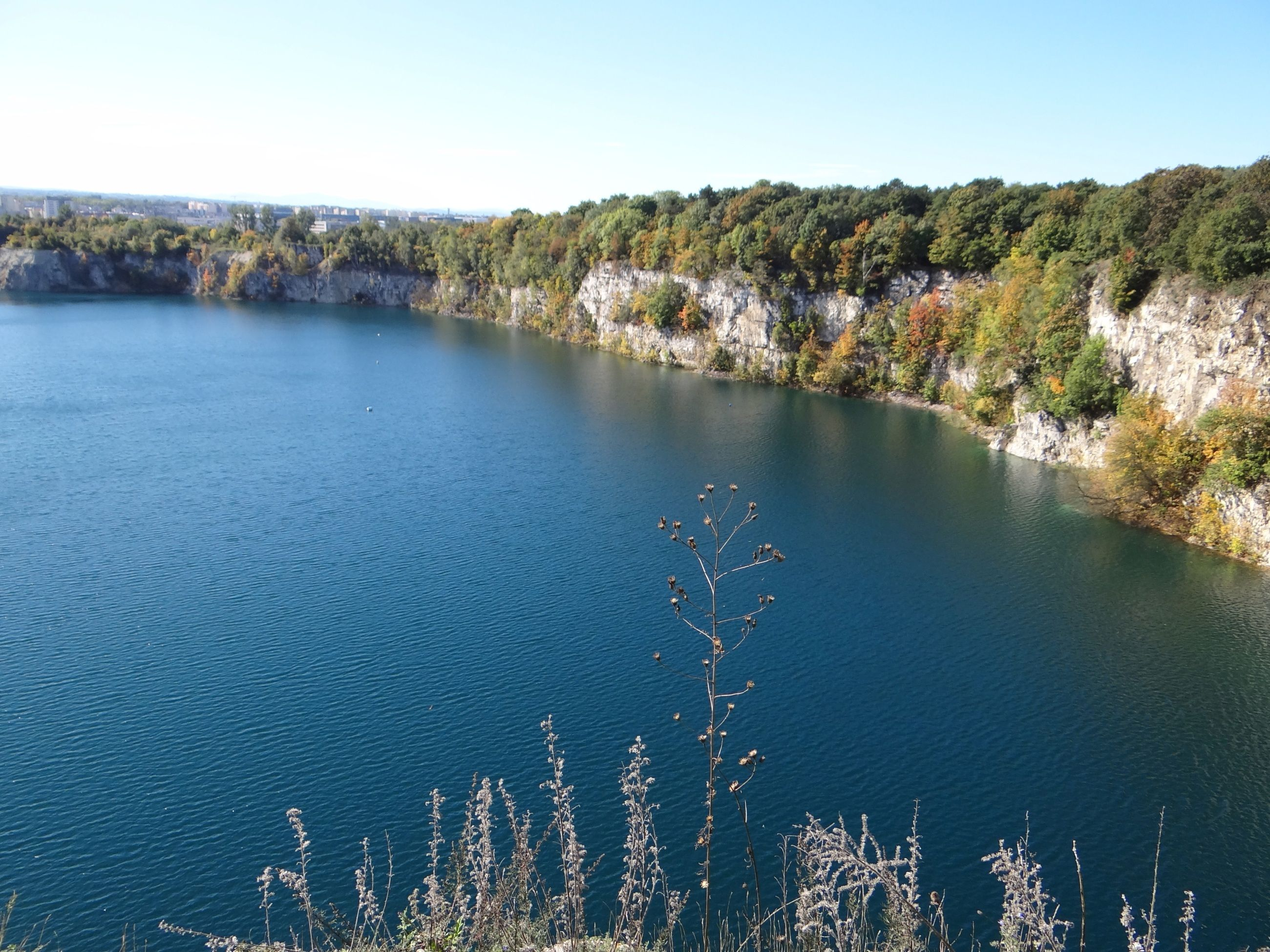
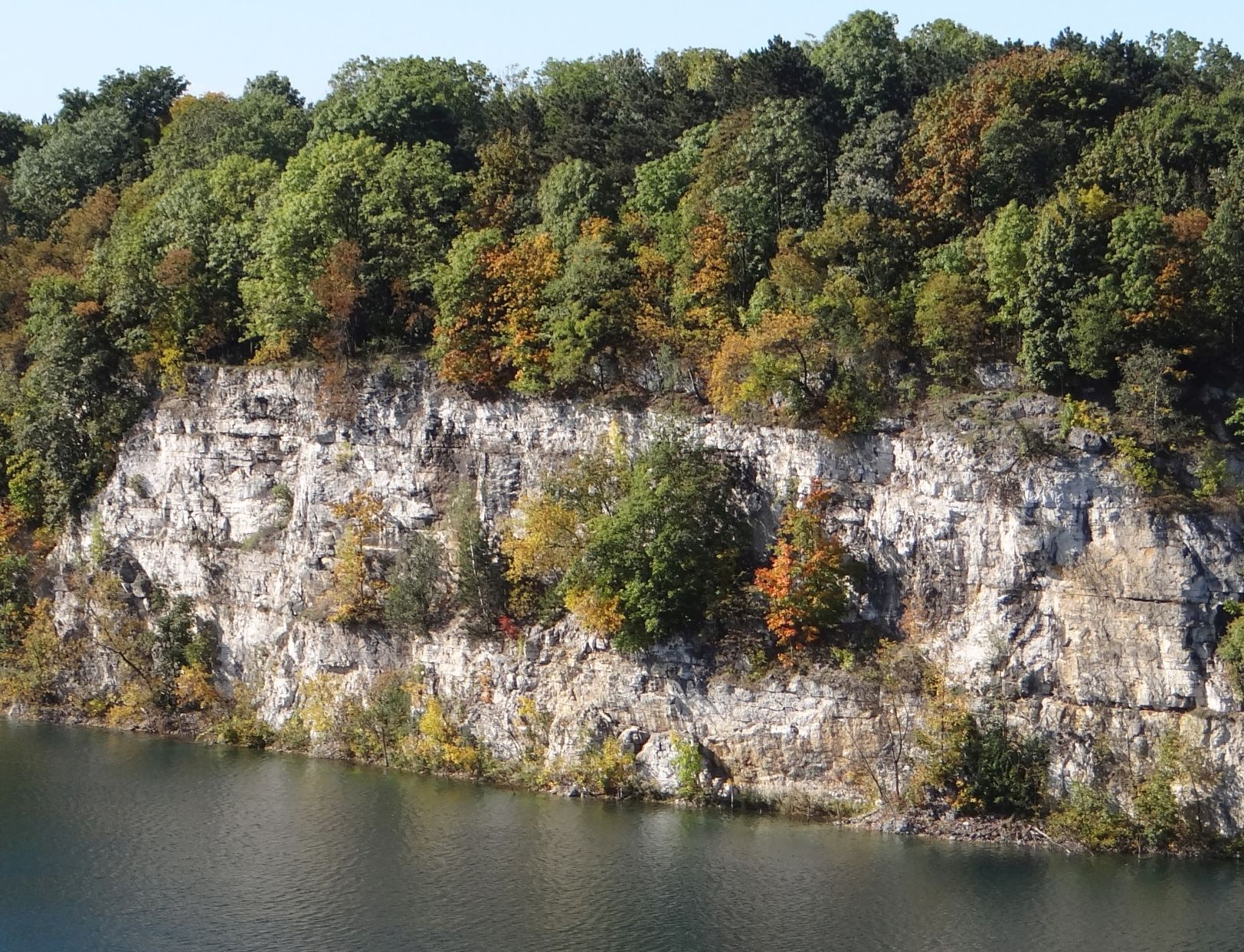
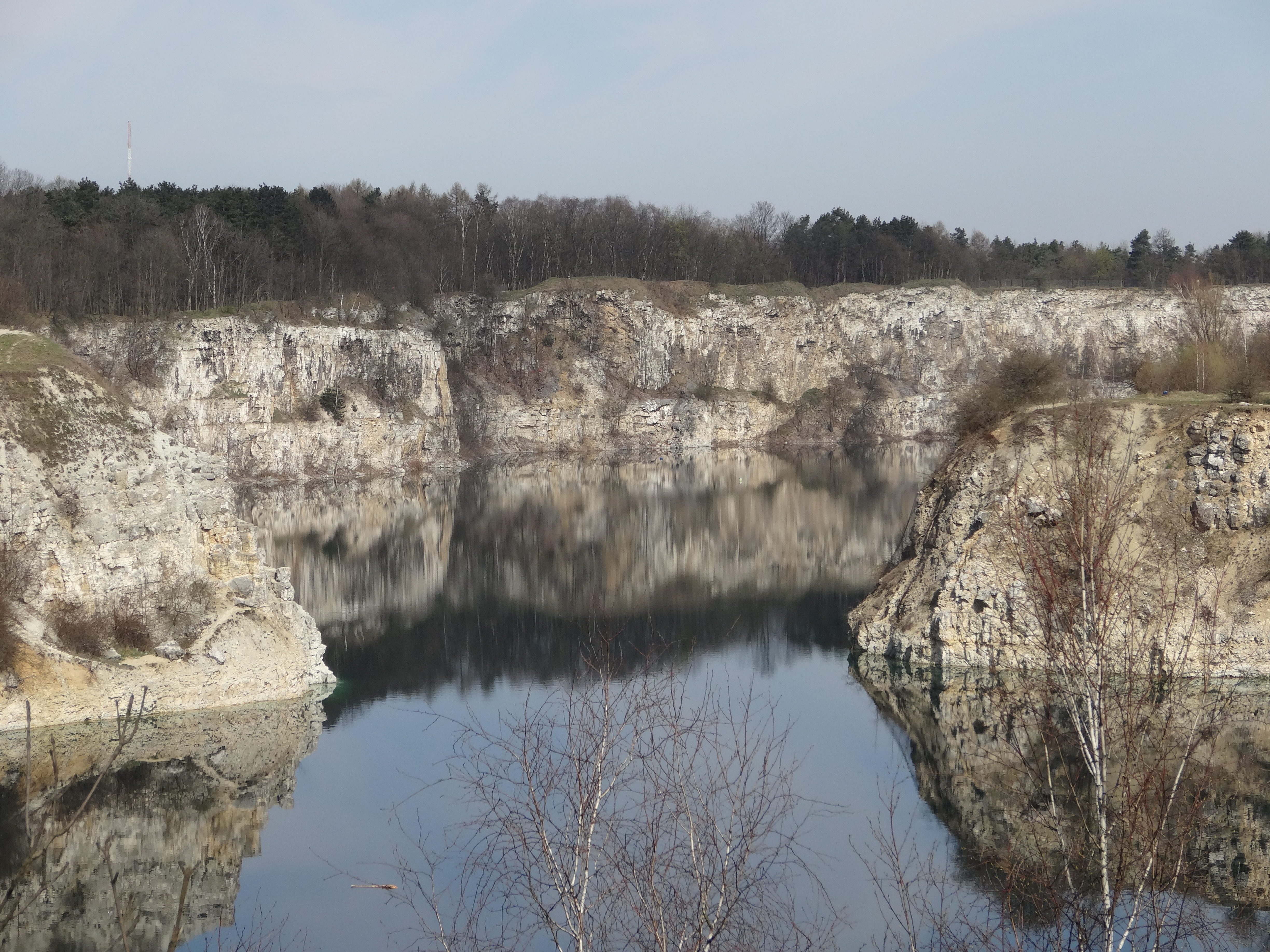
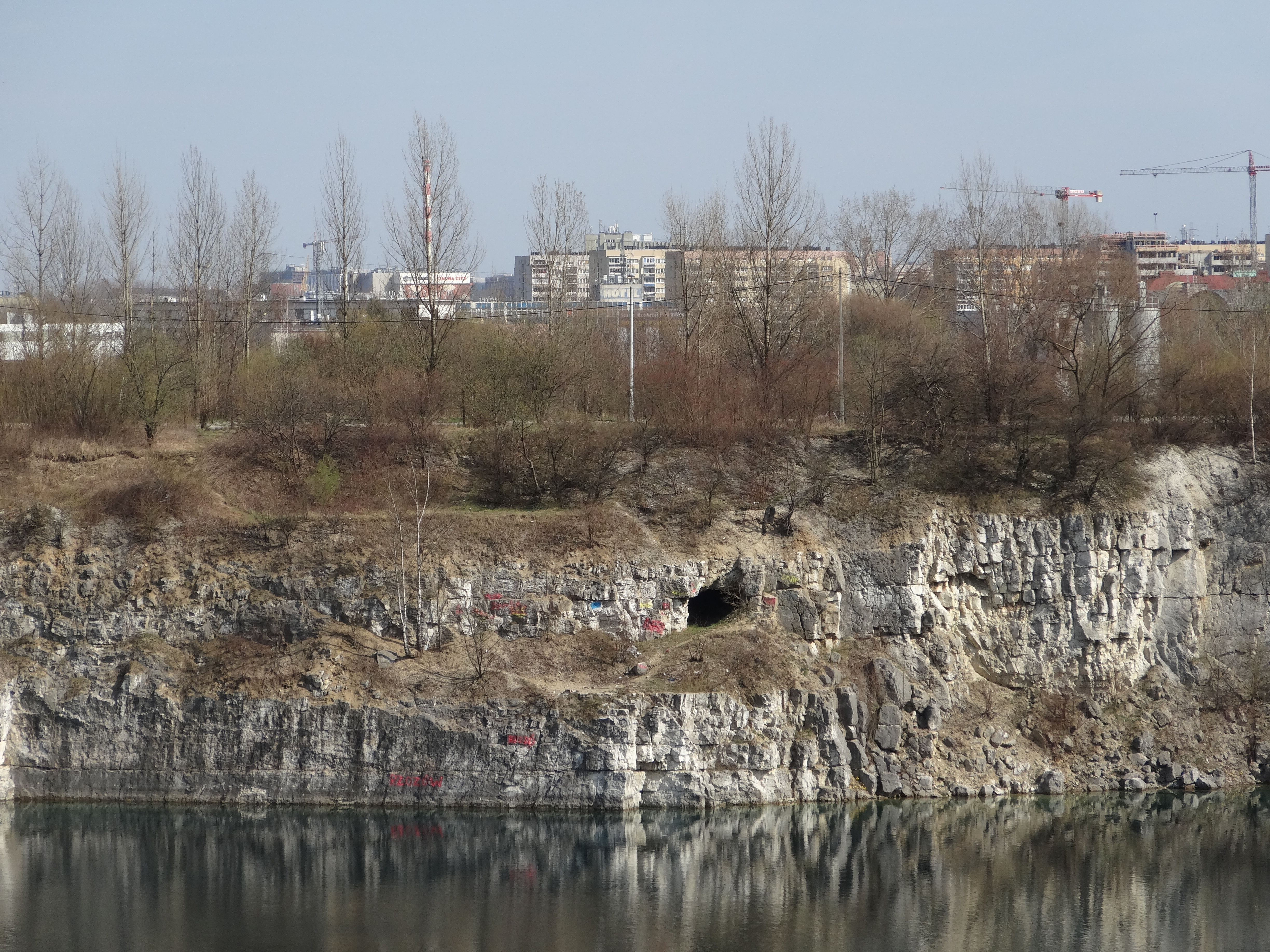
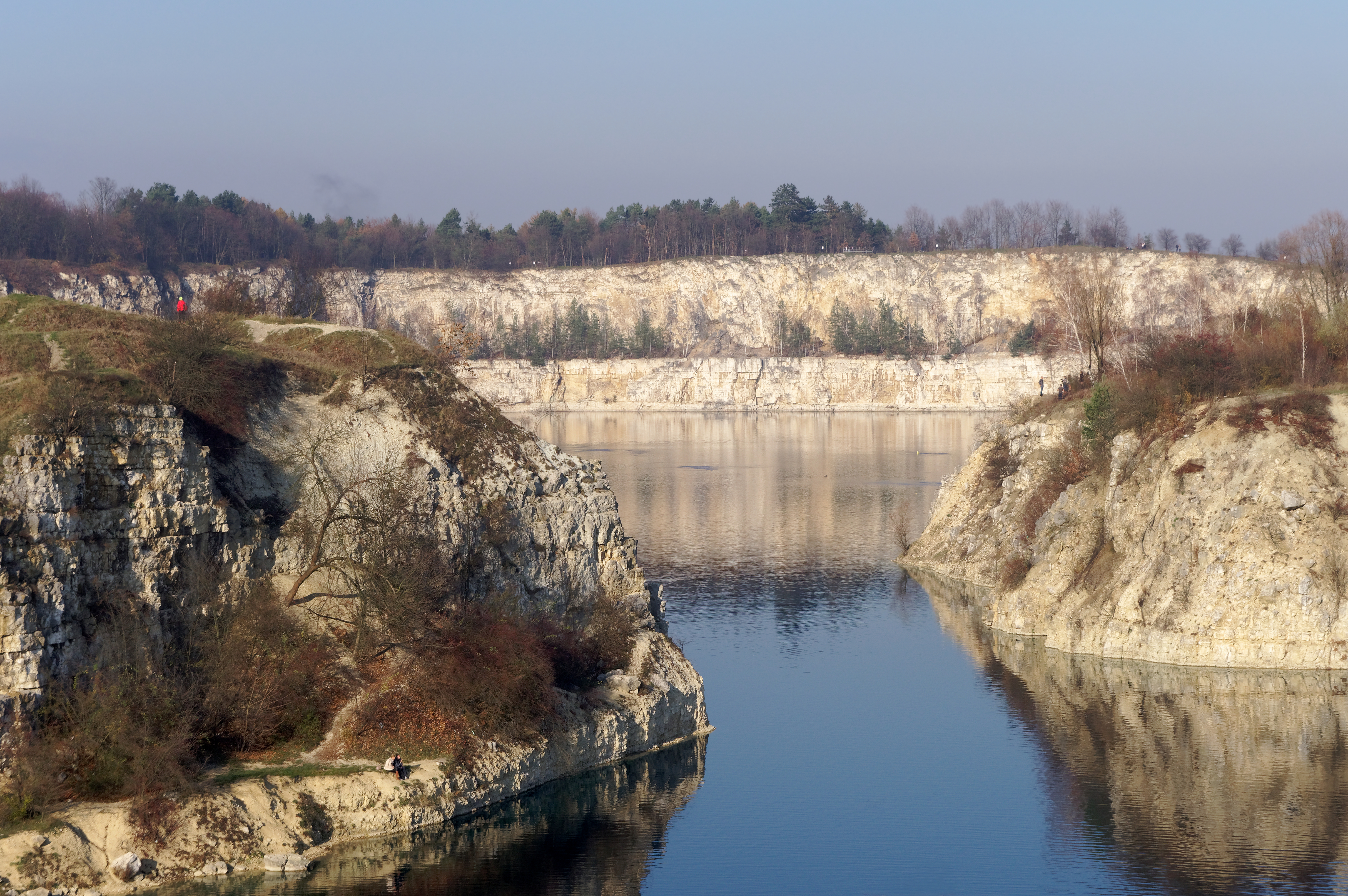

## Jaskinie
W skałach Zakrzówka znajduje się rozległy system kanałów krasowej cyrkulacji.
Część wschodniaJaskinia Musza, Jaskinia Koguta, Schronisko w Kamieniołomie I, Schronisko w Kamieniołomie II, Schronisko w Kamieniołomie III
Część zachodniaJaskinia Jasna nad Wisłą, Jaskinia Twardowskiego, Jaskinia Niska, Okienko Zbójnickie, Wywiew, Jaskinia z Kulkami, Jaskinia Wiślana, Schronisko w Pychowicach, Schronisko S.7.